# Ноама (дочь Сифа)
Ноама, Ноена — персонаж, упоминаемый в апокрифах.
По Книге Юбилеев, дочь Сифа и Азуры, сестра и жена Еноса, мать Каинана.